# Eamon Farren
Eamon Farren (18 maggio 1985) è un attore australiano, meglio noto per il ruolo di Richard Horne nel revival del 2017 di Twin Peaks e per quello di Cahir nella serie televisiva The Witcher.

## Biografia
Nato nel Queensland e cresciuto dall'età di 6 anni a Gold Coast, studia recitazione al National Institute of Dramatic Art di Sydney. Comincia la propria carriera negli anni duemila con sporadiche apparizioni in serie TV australiane, ma è sul palco che si forma come attore, recitando con la Sydney Theatre Company, la Griffin Theatre Company ed il Belvoir Street Theatre.
Nel 2012 ottiene il suo primo ruolo importante, quello di un ragazzo rapito e cresciuto da un serial killer (Vincent D'Onofrio), nel film thriller canadese Chained. Nel 2015 vince un AACTA Award per l'interpretazione di un giovane trans nel film per la televisione australiana Carlotta. Lo stesso anno ricopre il ruolo di Kirill nell'adattamento di Platonov della Sydney Theatre Company per la regia di John Crowley, a fianco di Cate Blanchett: nel 2016, la produzione si sposterà a Broadway, segnando sia l'esordio broadwayano dei due attori sia la prima rappresentazione a Broadway di uno spettacolo interpretato da un cast interamente australiano.
Tramite la regista di Chained, Jennifer Lynch, Farren viene scelto da David Lynch per il ruolo di Richard Horne, il figlio avuto dal doppelgänger malvagio di Dale Cooper con Audrey Horne, nella miniserie TV del 2017 Twin Peaks, sequel de I segreti di Twin Peaks.
A partire dal 2019 è entrato a far parte del cast principale della serie di Netflix The Witcher, nel ruolo di Cahir Mawr Dyffryn aep Ceallach.

## Filmografia

### Cinema
- Lucky Country, regia di Kriv Stenders (2009)
- Blessed, regia di Ana Kokkinos (2009)
- Red Dog, regia di Kriv Stenders (2011)
- X: Night of Vengeance, regia di Jon Hewitt (2011)
- Careless Love, regia di John Duigan (2012)
- Chained, regia di Jennifer Lynch (2012)
- Love Is Now, regia di Jim Lounsbury (2014)
- Girl Asleep, regia di Rosemary Myers (2015)
- Lion - La strada verso casa (Lion), regia di Garth Davis (2016) - non accreditato
- Mohawk, regia di Ted Geoghegan (2017)
- La vedova Winchester (Winchester), regia di Michael e Peter Spierig (2018)
- Harmony, regia di Corey Pearson (2018)
- Lingua franca, regia di Isabel Sandoval (2019)
- La nave sepolta (The Dig), regia di Simon Stone (2021)
- E noi come stronzi rimanemmo a guardare, regia di Pif (2021)
- Storia di Maria (Mary), regia di D.J. Caruso (2024)

### Televisione
- The Outsider, regia di Randa Haines – film TV (2002)
- The Sleepover Club – serie TV, episodi 1x02-1x25 (2003)
- All Saints – serie TV, episodi 11x12-12x21 (2008-2009)
- The Pacific – miniserie TV, 1 puntata (2010)
- Rescue Special Ops – serie TV, episodio 2x11 (2010)
- The Killing Field, regia di Samantha Lang – film TV (2014)
- Carlotta, regia di Samantha Lang – film TV (2014)
- Twin Peaks – miniserie TV, 6 puntate (2017)
- Agatha Christie - La serie infernale (The ABC Murders) – miniserie TV, 3 puntate (2018)
- The Witcher – serie TV, 18 episodi (2019-2023)

## Teatrografia parziale
- The Lost Echo di Tom Wright, da Le metamorfosi di Ovidio, regia di Barrie Kosky. Sydney Theatre Company (2006)
- The Kid di Michael Gow, regia di Tom Healy. Griffin Theatre Company (2008)
- Ladybird di Vasilij Sigarev, regia di Lee Lewis. Belvoir Street Theatre (2009)
- The Beauty Queen of Leenane di Martin McDonagh, regia di Cristabel Sved. Sydney Theatre Company (2010)
- Babyteeth di Rita Kalnejais, regia di Eamon Flack. Belvoir Street Theatre (2012)
- Romeo e Giulietta di William Shakespeare, regia di Kip Williams. Sydney Theatre Company (2013)
- La professione della signora Warren di George Bernard Shaw, regia di Sarah Giles. Sydney Theatre Company (2013)
- Switzerland di Joanna Murray-Smith, regia di Sarah Goodes. Sydney Theatre Company (2014)
- Mojo di Jez Butterworth, regia di Iain Sinclair. Sydney Theatre Company (2014)
- Girl Asleep di Matthew Whittet, regia di Rosemary Myers. Windmill Theatre Company (2014)
- Fugitive di Matthew Whittet, regia di Rosemary Myers. Windmill Theatre Company (2014)
- The Present di Andrew Upton, da Platonov di Anton Čechov, regia di John Crowley. Sydney Theatre Company (2015)
- The Present di Andrew Upton, da Platonov di Anton Čechov, regia di John Crowley. Ethel Barrymore Theatre di Broadway (2016-2017)

## Doppiatori italiani
Nelle versioni in italiano dei suoi film e serie televisive, Eamon Farren è stato doppiato da:
- Mirko Cannella in The Witcher
- Andrea Mete in Twin Peaks
- Davide Perino in La vedova Winchester
- Alessandro Tiberi in Agatha Christie - La serie infernale
- Simone Veltroni in Chained
- Luca Mannocci in Storia di Maria